# Distretto di Phak Hai
Il distretto di Phak Hai (in thailandese: ผักไห่) è un distretto (amphoe) della Thailandia, situato nella provincia di Ayutthaya.